# Château de Glucksbourg
Le château de Glucksbourg ou château de Glücksburg (ou Lyksborg Slot en danois) est un château historique situé à Glücksbourg dans le Schleswig-Holstein en Allemagne septentrionale.

## Histoire
Ce château Renaissance, entouré d'eau, est un des châteaux les plus connus d'Europe du Nord. Il appartient à la maison ducale des Glucksbourg (à l'origine des maisons royales du Danemark, de Norvège, de Grèce et, par cette dernière, du Royaume-Uni) et fut longtemps résidence royale du Danemark. Il abrite aujourd'hui un musée.
Le château a été construit sur un lac, de 1582 à 1587, par Nicolaus Karies pour le duc Jean de Schleswig-Holstein-Sonderbourg. Il repose sur des fondations de 2,5 mètres. Le dernier membre de la famille en ligne directe à y habiter fut Frédéric-Henri-Guillaume de Schleswig-Holstein-Sonderbourg-Glucksbourg, mort sans héritier en 1779. Il passe ensuite à la couronne de Danemark, mais sa veuve Anne-Caroline en conserva l'usufruit, jusqu'à sa mort en 1824.
Le roi Frédéric VI de Danemark le lègue au duc Frédéric-Guillaume de Schleswig-Hosltein-Beck (1785-1831) qui, devenu duc de Schleswig-Hosltein-Sonderbourg-Glucksbourg, fonde la lignée cadette de la maison et devient l'ancêtre de la plupart des familles souveraines européennes. Ce prince élevé au Danemark et en Prusse descend ainsi que sa femme, Louise-Caroline (1789-1867, fille de Charles de Hesse-Cassel), du bâtisseur du château, le duc Jean. Leur fils règnera sur le Danemark sous le nom de Christian IX. Le duc n'habite pas au château, mais sa veuve y réside jusqu'en 1848. Le château sert de résidence d'été à Frédéric VII jusqu'à sa mort en 1863.

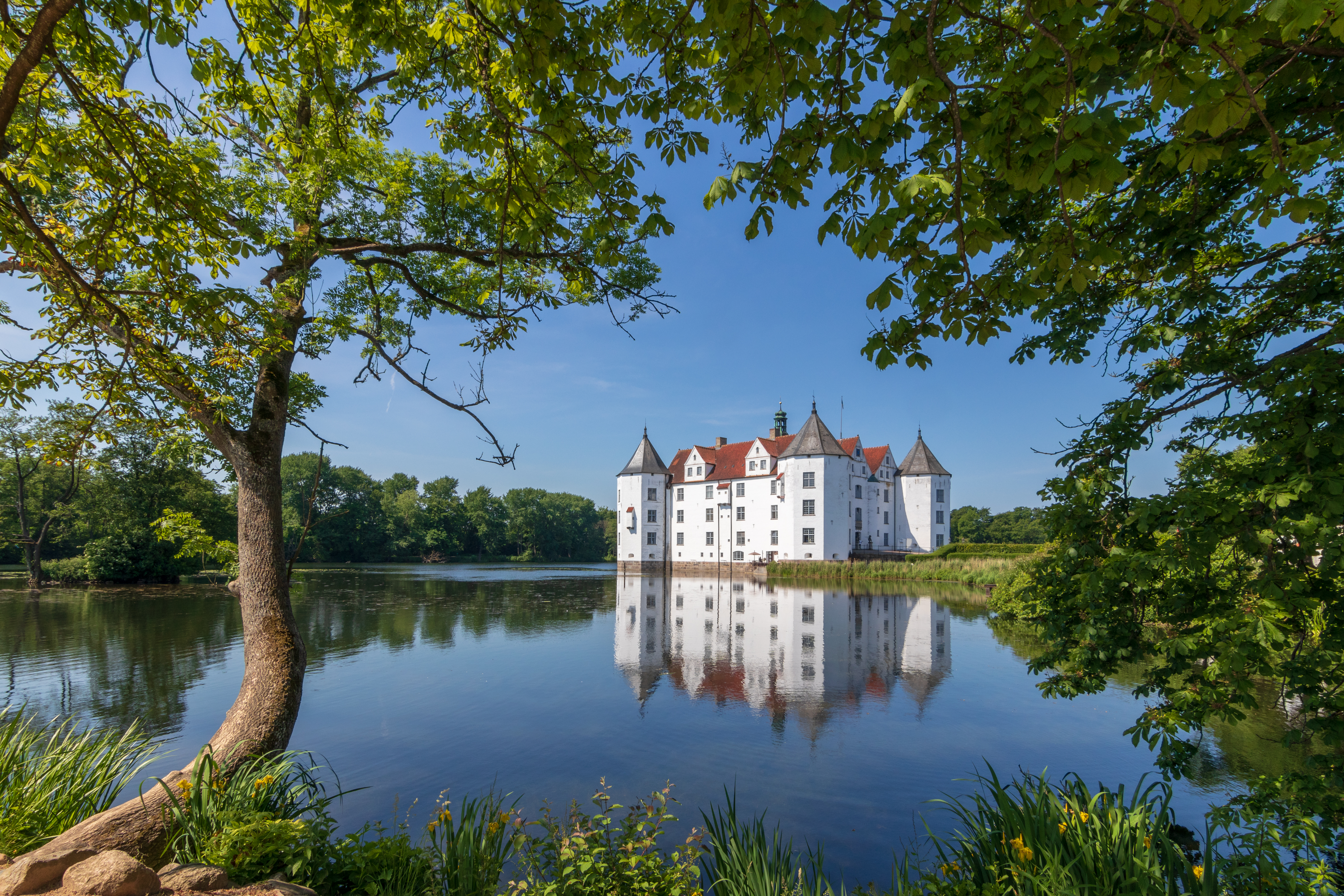
Le château vu du sud-ouest.

Pendant la guerre des Duchés, le château sert de quartier général au prince Charles de Prusse (1801-1883), puis devient un hôpital militaire et enfin une caserne. L'union personnelle de la maison royale du Danemark avec le duché du Schleswig-Holstein (peuplé en majorité d'Allemands) prend fin avec la victoire prussienne. Cependant l'empereur Guillaume Ier rend le château à la famille royale danoise en 1871 et le duc Charles, frère de Christian IX, y réside. Ses descendants y habitent aussi plus tard, comme le duc Frédéric (mort en 1885), puis son fils Frédéric-Ferdinand (mort en 1934). La dernière impératrice d'Allemagne, Augusta-Victoria, qui appartenait de naissance à une branche de cette famille, y venait régulièrement en séjour, et sa sœur Caroline-Mathilde était l'épouse du duc Frédéric-Ferdinand. Un appartement à l'étage est nommé en l'honneur de l'impératrice. Lorsque son époux le Kaiser y venait en visite, il préférait séjourner sur son yacht, le SMY Hohenzollern.
Le château, qui est aujourd'hui un musée, est toujours la propriété de la famille de Schleswig-Holstein-Sonderbourg-Glucksbourg qui le gère grâce à une fondation créée en 1922. Chaque été il s'y tient un festival de musique.

## Liens externes

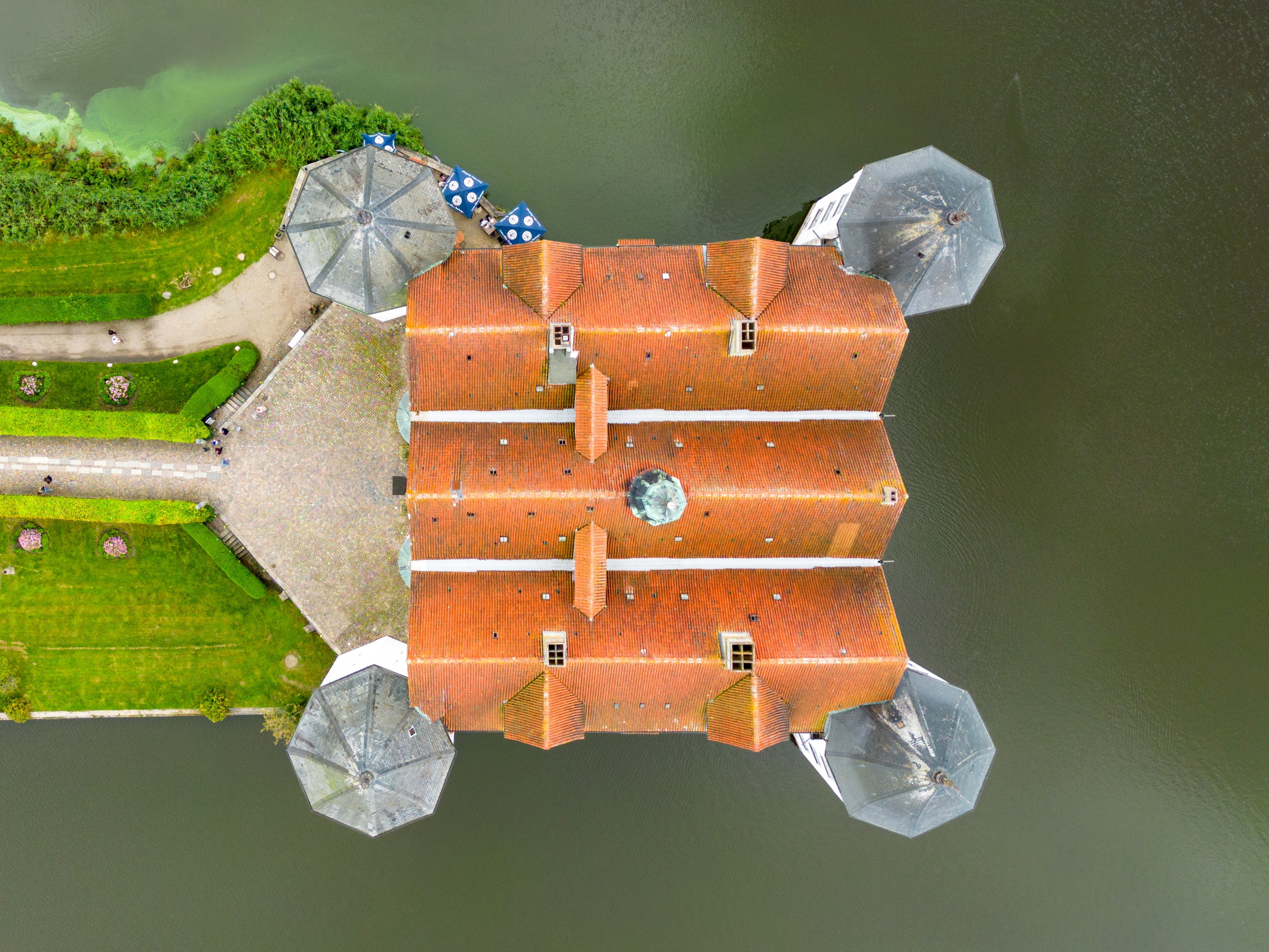
Le chateau de haut. Aout 2023.